# محوطه پاچیا تملیه
محوطه پاچیا تملیه مربوط به عصر مس است و در شهرستان سلسله، بخش فیروزآباد، دهستان فیروزآباد، ۱ کیلومتری جنوب روستای تملیه واقع شده و این اثر در تاریخ ۲۸ اسفند ۱۳۸۵ با شمارهٔ ثبت ۱۸۸۶۴ به‌عنوان یکی از آثار ملی ایران به ثبت رسیده است.